# 法林頓島
法林頓島（英語：Farrington Island）是南極洲的島嶼，位於麥克羅伯特森地，處於庫林島東北面7公里和克拉卡內群島以西3公里，屬於威廉斯科斯比群島的一部分，在1936年2月由英國探險隊發現和命名，現時由南極條約體系管理。